# Dedya
Dedya is een kevergeslacht uit de familie van de boktorren (Cerambycidae). De wetenschappelijke naam van het geslacht werd voor het eerst geldig gepubliceerd in 1955 door Lepesme & Breuning.

## Soorten
Dedya is monotypisch en omvat slechts de volgende soort:
- Dedya catherinetta Lepesme & Breuning, 1955